# نار كوه (كوهستان)
نار كوه (بالفارسية: نارکوه) هي قرية تقع في إيران في Kuhestan Rural District. يقدر عدد سكانها بـ 22 نسمة بحسب إحصاء 2016.